# Damernas trampolin i gymnastik vid olympiska sommarspelen 2024
Damernas trampolin i gymnastik vid olympiska sommarspelen 2024 avgjordes den 2 augusti 2024 i Bercy Arena i Paris. 16 gymnaster från 13 nationer deltog i tävlingen. Det var 7:e gången grenen fanns med i ett OS. Den har funnits med i varje upplaga av OS sedan 2000.
Damernas trampolin i OS 2024 avgjordes i två omgångar, kval och final. I kvalet kunde gymnasterna utföra två serier (övningar) och den bästa av dem utgjorde slutresultatet. I finalen utförde gymnasterna endast en serie. Varje series poäng baserades på summan av fyra olika delpoäng som var D-poäng för svårighetsgrad (Difficulty), E-poäng för genomförande (Execution), T-poäng för tid i luften (Time of Flight) och H-poäng för horisontell förskjutning (Horizontal Displacement).
I finalen vann Bryony Page guldet med 56,480 poäng, silvret gick till Vijaleta Bardziloŭskaja på 56,060 poäng och Sophiane Méthot fick bronset med 55,650 poäng.

## Deltagare
Det fanns 16 kvotplatser i damernas trampolin vid olympiska spelen 2024. Tre nationella olympiska komittér (NOK) kunde få två kvotplatser medan alla andra nationer kunde bara få en.
Minst 4 och max 8 kvoter kunde gå till de åtta bästa i världsmästerskapen i gymnastik 2023 (beroende på hur många gymnaster var från samma nation) och upp till 12 kvoter kunde gå till de bästa i världscupen i trampolin 2023 och 2024 (beroende på hur många kvoter redan bilivit tilldelade). Kvoterna gick till gymnasternas NOK och inte till gymnasterna själva som vann dem.
De 16 kvalificerade gymnasterna tävlade i kvalomgången den 2 augusti och de 8 bästa gick vidare till finalen.

## Schema
Alla tider är CET.
| Datum     | Tid   | Omgång |
| --------- | ----- | ------ |
| 2 augusti | 12:00 | Kval   |
| 2 augusti | 13:50 | Final  |
| Referens: |       |        |

## Kval
Av de 16 deltagande gymnaster i kvalet tog sig de 8 bästa till finalen och nästa 2 var reserver. Varje gymnast kunde utföra två serier varav den bästa utgjorde gymnastens resultat.
| 1         | Zhu Xueying (CHN)             | 55,950 | 56,720 | 56,720 | Q  |
| 2         | Vijaleta Bardziloŭskaja (AIN) | 56,340 | —      | 56,340 | Q  |
| 3         | Hu Yicheng (CHN)              | 56,270 | —      | 56,270 | Q  |
| 4         | Anzjela Bladtseva (AIN)       | 55,640 | 55,710 | 55,710 | Q  |
| 5         | Bryony Page (GBR)             | 54,970 | 55,620 | 55,620 | Q  |
| 6         | Hikaru Mori (JPN)             | 54,890 | 55,150 | 55,150 | Q  |
| 7         | Maddie Davidson (NZL)         | 54,740 | 53,910 | 54,740 | Q  |
| 8         | Sophiane Méthot (CAN)         | 54,640 | 53,160 | 54,640 | Q  |
| 9         | Noemí Romero Rosario (ESP)    | 17,340 | 54,250 | 54,250 | R1 |
| 10        | Selcan Mahsudova (AZE)        | 42,950 | 53,750 | 53,750 | R2 |
| 11        | Luba Golovina (GEO)           | 53,620 | 53,460 | 53,620 | —  |
| 12        | Léa Labrousse (FRA)           | 53,220 | 52,990 | 53,220 | —  |
| 13        | Jessica Stevens (USA)         | 53,170 | 52,450 | 53,170 | —  |
| 14        | Isabelle Songhurst (GBR)      | 52,920 | 52,840 | 52,920 | —  |
| 15        | Camilla Gomes (BRA)           | 42,920 | 50,580 | 50,580 | —  |
| 16        | Malak Hamza (EGY)             | 9,090  | 9,650  | 9,650  | —  |
| Referens: |                               |        |        |        |    |

## Final
I finalen utförde gymnasterna en serie. Summan av fyra delpoäng utgjorde varje series resultat:
| D-poäng | = Svårighetsgrad (Difficulty)                        |
| E-poäng | = Genomförande (Execution)                           |
| T-poäng | = Tid i luften (Time of Flight)                      |
| H-poäng | = Horisontell förskjutning (Horizontal Displacement) |

| Rank      | Athlete                       | D- poäng | E- poäng | T- poäng | H- poäng | Totalt |
| --------- | ----------------------------- | -------- | -------- | -------- | -------- | ------ |
| 1         | Bryony Page (GBR)             | 15,000   | 16,400   | 15,580   | 9,00     | 56,480 |
| 2         | Vijaleta Bardziloŭskaja (AIN) | 14,400   | 16,000   | 16,560   | 9,100    | 56,060 |
| 3         | Sophiane Méthot (CAN)         | 15,000   | 15,600   | 15,250   | 9,800    | 55,650 |
| 4         | Zhu Xueying (CHN)             | 14,400   | 16,500   | 15,710   | 8,900    | 55,510 |
| 5         | Anzjela Bladtseva (AIN)       | 14,400   | 16,000   | 15,420   | 9,200    | 55,020 |
| 6         | Hikaru Mori (JPN)             | 15,000   | 15,200   | 15,740   | 8,800    | 54,740 |
| 7         | Maddie Davidson (NZL)         | 14,000   | 15,100   | 15,930   | 9,200    | 54,230 |
| 8         | Hu Yicheng (CHN)              | 3,200    | 3,300    | 3,390    | 1,900    | 11,790 |
| Referens: |                               |          |          |          |          |        |